# Riera Gran
La Riera Gran és un corrent fluvial de l'Anoia que neix a l'altiplà de Calaf i desemboca a la riera de Veciana.